# اهال
اهال (به لاتین: Ahale) یک منطقهٔ مسکونی در نپال است که در Kosi Zone واقع شده‌است.

## خصوصیات
اهال ۴٬۰۵۰ نفر جمعیت دارد.